# Злобина, Варвара Михайловна
Варвара Михайловна Злобина (21 декабря 1921, Таврово — 15 ноября 1990, Новая Усмань, Воронежская область) — советский учитель. Герой Социалистического Труда (1968).

## Биография
Родилась 21 декабря 1921 года в селе Таврово Воронежского уезда (сегодня входит в состав Левобережного района Воронеж). В 1941 году окончила факультет русского языка и литературы Воронежского педагогического института. С 1942 года преподавала в Новоусманском районе. Проработала двадцать лет в восьмилетней школе № 2 в Новой Усмани. Занималась популяризацией творчества поэта Александра Пушкина. Благодаря её деятельности в 1976 году в районной детской библиотеке был открыт Пушкинский музей, ставший членом российского Пушкинского общества. Организовывала в Новой Усмани регулярные Пушкинские поэтические праздники.
В 1968 году за свою культурную общественную культурную и педагогическую деятельность была удостоена звания Героя Социалистического Труда. В 1968 году участвовала во II Всесоюзном съезде учителей.
Скончалась 15 ноября 1990 года в Новой Усмани.
В Новой Усмани на аллее Славы установлен бюст Варвары Злобиной.

## Награды
- Герой Социалистического Труда — указом Президиума Верховного Совета СССР от 1 июля 1968 года
- Орден Ленина